# اچ‌ام‌اس فیرلس (۱۹۱۲)
اچ‌ام‌اس فیرلس (۱۹۱۲) (به انگلیسی: HMS Fearless (1912)) یک کشتی بود که طول آن ۳۸۵ فوت (۱۱۷ متر) بود. این کشتی در سال ۱۹۱۲ ساخته شد.